# Live (telenovela)
Live (hangul: 라이브; rr: Laibeu) é uma telenovela sul-coreana exibida pela emissora tvN de 10 de março a 6 de maio de 2018, com um total de 18 episódios. É estrelada por Jung Yu-mi, Lee Kwang-soo, Bae Sung-woo e Bae Jong-ok e seu enredo refere-se ao cotidiano da vida diária de policiais.

## Enredo
Laibeu conta a história de policiais enquanto formam a equipe 'Live' da divisão de patrulha de Hongil. Cada oficial tem sua própria história e trabalha duro em seus próprios lugares em um dos trabalhos mais ocupados e estressantes do mundo, para ganhar a vida.

## Elenco

### Principal
- Jung Yu-mi como Han Jung-oh[4][5]

Uma oficial que trabalha para combater o chauvinismo masculino.
- Lee Kwang-soo como Yeom Sang-soo

Um homem comum que, depois de ser dispensado das forças armadas, se junta à força policial em um esforço para ter uma vida normal na sociedade convencional. No entanto, ele se torna um ícone do infortúnio em todos os casos em que ele lida.
- Bae Sung-woo como Oh Yang-chon

Um tenente da força policial. Ele foi promovido rapidamente depois de resolver vários casos de crimes violentos, mas foi rebaixado devido a um incidente inesperado e se deparou com dificuldades na força policial.
- Bae Jong-ok como Ahn Jang-mi, esposa de Oh Yang-chon.

### De apoio
- Shin Dong-wook como Choi Myung-ho[6]
- Lee Si-eon como Kang Nam-il[7]
- Lee Joo-young como Song Hye-ri[8]
- Kim Gun-woo como Kim Han-pyo
- Sung Dong-il como Ki Han-sol
- Jang Hyun-sung como Eun Kyung-mo
- Lee Soon-jae como pai de Oh Yang-chon
- Yeom Hye-ran como mãe de Sang-soo
- Go Min-si como Oh Song-i, filha de Oh Yang-chon

### Participação especial
- Hong Kyung como Yoo Man Yong (ep.9-11)

## Produção
Laibeu marca a quinta colaboração entre a escritora Noh Hee-kyung e o produtor Kim Kyu-tae, além disso, a série o terceiro título escrito por Noh e dirigido por Kim, em que o ator Lee Kwang-soo integra o elenco.
A primeira leitura do roteiro foi realizada em 16 de novembro de 2017.

## Trilha sonora
1. "Someone Like You" - Exo-CBX
2. "At The End Of The Day There's You (하루끝엔 그대가 있어요)" - Han Dong-geun
3. "Because It's You (그대니까요)" - Davichi
4. "Why Why Why" - Punch

## Recepção
Na tabela abaixo, os números azuis representam as audiências mais baixas e os números vermelhos representam as audiências mais elevadas.
| Episódio | Data de transmissão original | Audiência média | Audiência média              | Audiência média |
| Episódio | Data de transmissão original | AGB Nielsen     | AGB Nielsen                  | TNmS            |
| Episódio | Data de transmissão original | Em todo o país  | Região Metropolitana de Seul | Em todo o país  |
| -------- | ---------------------------- | --------------- | ---------------------------- | --------------- |
| 1        | 10 de março de 2018          | 4.337%          | 4.857%                       | 4.2%            |
| 2        | 11 de março de 2018          | 3.293%          | 3.575%                       | 3.3%            |
| 3        | 17 de março de 2018          | 4.087%          | 5.079%                       | 3.7%            |
| 4        | 18 de março de 2018          | 5.832%          | 6.135%                       | 5.1%            |
| 5        | 24 de março de 2018          | 4.865%          | 5.578%                       | 5.0%            |
| 6        | 25 de março de 2018          | 5.067%          | 5.800%                       | 5.1%            |
| 7        | 31 de março de 2018          | 4.940%          | 5.924%                       | 5.4%            |
| 8        | 1 de abril de 2018           | 5.457%          | 6.209%                       | 4.6%            |
| 9        | 7 de abril de 2018           | 5.521%          | 6.423%                       | 5.3%            |
| 10       | 8 de abril de 2018           | 6.083%          | 6.706%                       | 6.2%            |
| 11       | 14 de abril de 2018          | 6.238%          | 7.162%                       | 5.9%            |
| 12       | 15 de abril de 2018          | 6.653%          | 7.110%                       | 6.9%            |
| 13       | 21 de abril de 2018          | 7.058%          | 8.618%                       | 5.5%            |
| 14       | 22 de abril de 2018          | 6.802%          | 7.363%                       | 6.5%            |
| 15       | 28 de abril de 2018          | 6.711%          | 8.068%                       | 6.4%            |
| 16       | 29 de abril de 2018          | 7.047%          | 8.022%                       | 6.9%            |
| 17       | 5 de maio de 2018            | 6.638%          | 7.615%                       | 5.6%            |
| 18       | 6 de maio de 2018            | 7.730%          | 8.730%                       | 7.4%            |
| Média    | Média                        | 5.798%          | 6.610%                       | 5.5%            |

- Este drama foi transmitido por um canal de televisão por assinatura, que normalmente tem um público relativamente menor em comparação com as emissoras de televisão abertas (KBS, SBS, MBC e EBS).

## Prêmios e indicações
| Ano  | Prêmio               | Categoria                                  | Beneficiário  | Resultado | Ref.   |
| ---- | -------------------- | ------------------------------------------ | ------------- | --------- | ------ |
| 2018 | Korea Drama Awards   | Prêmio Top Excelência, Atriz               | Jung Yu-mi    | Indicado  | [ 12 ] |
| 2018 | APAN Star Awards     | Prêmio Top Excelência, Atriz em Minissérie | Jung Yu-mi    | Indicado  | [ 13 ] |
| 2018 | APAN Star Awards     | Melhor Ator Coadjuvante                    | Bae Seong-woo | Indicado  | [ 13 ] |
| 2019 | Baeksang Arts Awards | Melhor Ator Coadjuvante (TV)               | Bae Seong-woo | Indicado  | [ 14 ] |